# Преображенский, Василий Алексеевич
Василий Алексеевич Преображенский (1819—1862) — тверской историк-краевед.

## Биография
Родился 25 января (6 февраля) 1819 года в семье дьякона села Мологино Старицкого уезда Тверской губернии. До поступления в Старицкое уездное училище имел фамилию Юхнов.
Учился в Тверской духовной семинарии, которую не окончил. Стал писарем в волостном правлении. Затем служил в губернской канцелярии и в Палате государственных имуществ, где с 1848 года занимал место стряпчего, а с 1860 года — судебного следователя. Занимался изучением тверской старины. Имел чин титулярного советника.
Скончался в Твери 8 (20) марта 1862 года; похоронен на Смоленском кладбище. После его смерти осталось много рукописей (хранившихся в Тверском статистическом комитете) с богатым материалом для изучения древностей и монастырей Тверской губернии. 
Из его напечатанных сочинений:
- «Описание Тверской губернии в сельскохозяйственном отношении» (СПб., 1854. — 582 с. разд. паг., 8 л. табл.), отпечатанное на средства Учёного комитета Министерства государственных имуществ, присудившего автору золотую медаль второй величины.
- «Историческая записка о Тверском Малицком Николаевском монастыре» (Тверь, 1855)
- «Историческая записка о Тверском Рождественском девичьем монастыре и его достопамятности» (Тверь, 1856)
- «Остатки монастырей в Твери и окрестностях ее» // «Тверские губернские ведомости». — 1859. — № 23—23, 36, 37
- «Историческая записка о Ниловой пустыни, что на озере Селигере» (Тверь, 1853).

В неофициальной части «Тверских губернских ведомостей» были напечатаны: «Городские воеводы: список Бежецких воевод и комендантов с 1595 по 1765 г.» по документам, хранящимся в архивах бежецких присутственных мест (1856, № 48); «Воеводинская ярмарка (в Старицком уезде)» (1860, № 26); «Календарь для торговцев о ярмарках в Тверской губернии» (1860, № 26 и 37); «Тверской областной словарь» (1860, № 23—25).
Также в «Земледельческой газете» он напечатал «Народные увеселения Тверской губернии» (1858. — № 61); в «Памятной книжке Тверской губернии на 1861 г.» — «Воды в Тверской губернии» (отд. III. — С. 45—112); во «Временнике Московского общества истории и древностей» (т. XX) — «Список с грамоты царя Ивана Васильевича 1550 года о жалованье поместьями 1000 человек бояр и детей боярских». 